# Emanuel Purkyně
Emanuel Purkyně (17. prosinec 1831 Vratislav – 23. květen 1882 Bělá pod Bezdězem) byl český botanik, meteorolog a středoškolský profesor.

## Život
Narodil se ve Vratislavi jako syn Jana Evangelisty Purkyně působícího v té době na vratislavské univerzitě; v roce 1835 mu zemřela matka a otec vychovával syny Emanuela a Karla sám. Jan Evangelista Purkyně byl v roce 1850 povolán na pražskou univerzitu.
V Praze studoval Emanuel Purkyně na lékařské (1852–1854) a filozofické (1855) fakultě.

### Praha
Koncem roku 1852 byl přijat jako přispívající člen do Společnosti Českého Musea (dnes Národní muzeum v Praze). V prosinci roku 1854 se stal asistentem botanického oddělení Musea království českého (dnes Národní muzeum v Praze) s povinností starat se o botanickou sbírku a 1. prosince 1857 se stal kustodem této sbírky.
V roce 1858 se stal suplentem na novoměstském gymnáziu a roku 1861 (nebo 1857) získal titul doktora filosofie.

### Bělá pod Bezdězem
V Museu království českého působil až do roku 1860 nebo 1861, kdy byl povolán coby středoškolský profesor na Českou lesnickou školu (Böhmische Forstschule) v Bělé pod Bezdězem, kde založil arboretum se třemi sty druhy stromů a keřů a botanickou zahradu se stejným počtem bylin.
Roku 1878 dal podnět Českému lesnickému spolku pro zbudování dešťoměrné sítě v Čechách s lesnickou školou v Bělé jako centrálním ústavem, a sám zpracovával a zveřejňoval výsledky měření ze 740 (z jeho iniciativy zbudovaných) měřících stanic. Lesnický spolek odmítl tuto činnost honorovat. Dopis kritizující předsedu Lesnické jednoty knížete Schwarzenberga se dostal do knížecích rukou, který dal z pozice člena představenstva Lesnického školského spolku Emanuela Purkyně penzionovat. K tomu se připojily další problémy, zejména nezískání místa profesora přírodních věd na české univerzitě v Praze vzniklé rozdělením Karlo-Ferdinandovy univerzity v roce 1882.
V komplikované životní situaci Purkyně 23. května 1882 v 50 letech spáchal sebevraždu požitím jedu. V matrice uvedena jako příčina smrti mrtvice.
Pochován byl na hřbitově u farního kostela v Bělé pod Bezdězem.

### Rodinný život
Emanuel Purkyně byl ženat s Emilií, rozenou Braunovou (* 1832). Jejich první syn Otokar zemřel předčasně (1857–1858). Dcera Julie (* 1859) se v Hradci Králové stala majitelkou soukromé školy moderních jazyků.
V Bělé se mu roku 1861 narodil syn Otakar Václav Kajetán, pozdější primář lounské nemocnice. Spolu se synem Otakarem byl Purkyně dobrodincem bělské klášterní školy.

## Dílo
Ve svých vědeckých pracích se zabýval botanickou geografií. Jeho nejrozsáhlejší práce o určování konifer mikroskopickou metodou a účinku stanoviště na utváření pletiva listů, na které pracoval do roku 1875, nebyla vydána, rukopis se nezachoval, a pozůstatkem bylo jen několik stovek mikroskopických preparátů.
Publikoval v časopisech Allgemeine Forst- und Jagdzeitung, Archiv für Zoologie, Forstliche Blätter, Lotos, Květy, Národní listy, Oesterreich. Jagd- und Naturkunde, Věstník Královské české společnosti nauk, Zeitschrift für Forst- und Jagdwesen a Živa.

## Památka

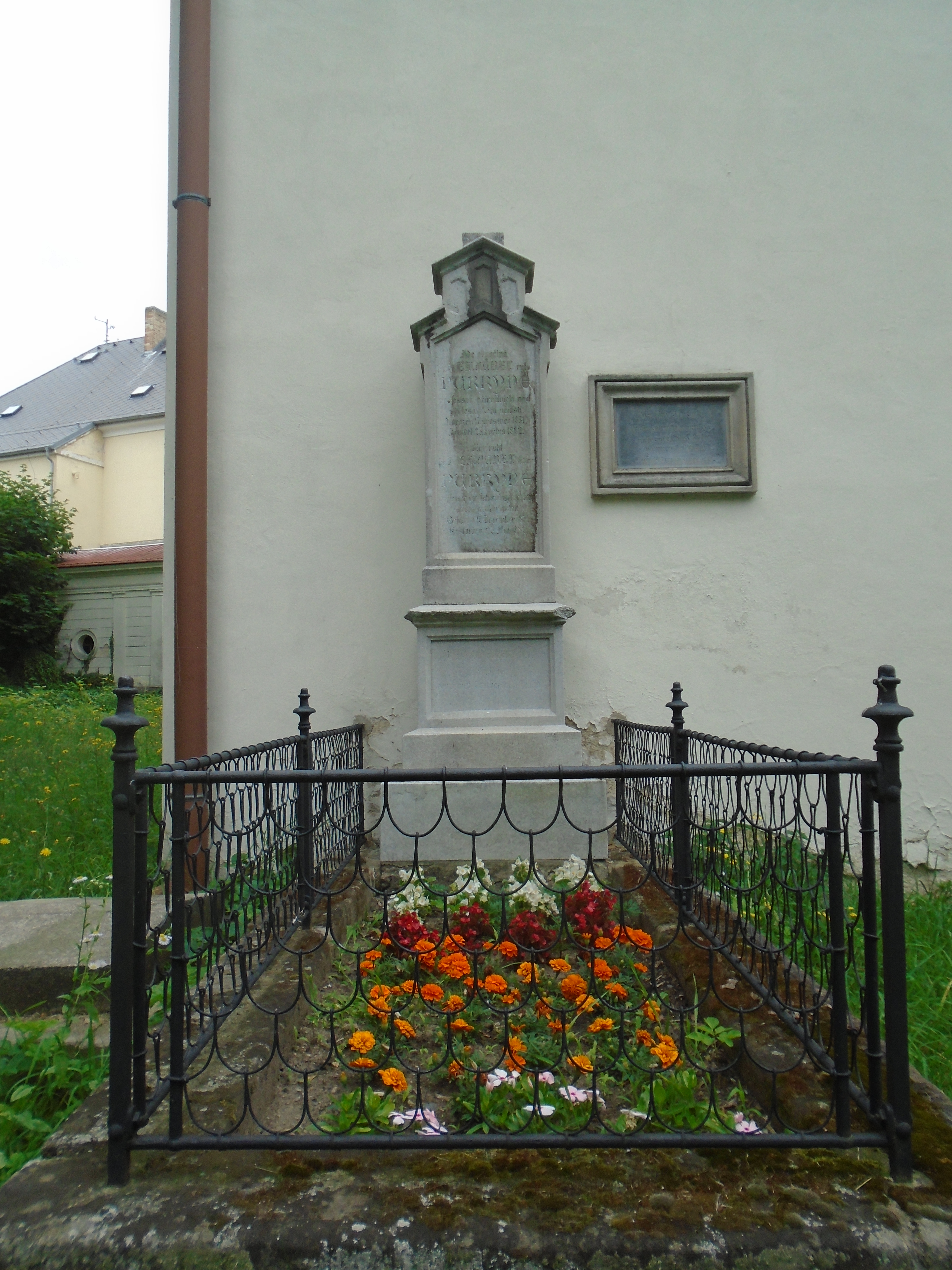
Hrob Emanuela Purkyně u farního kostela Povýšení sv. Kříže v Bělé pod Bezdězem
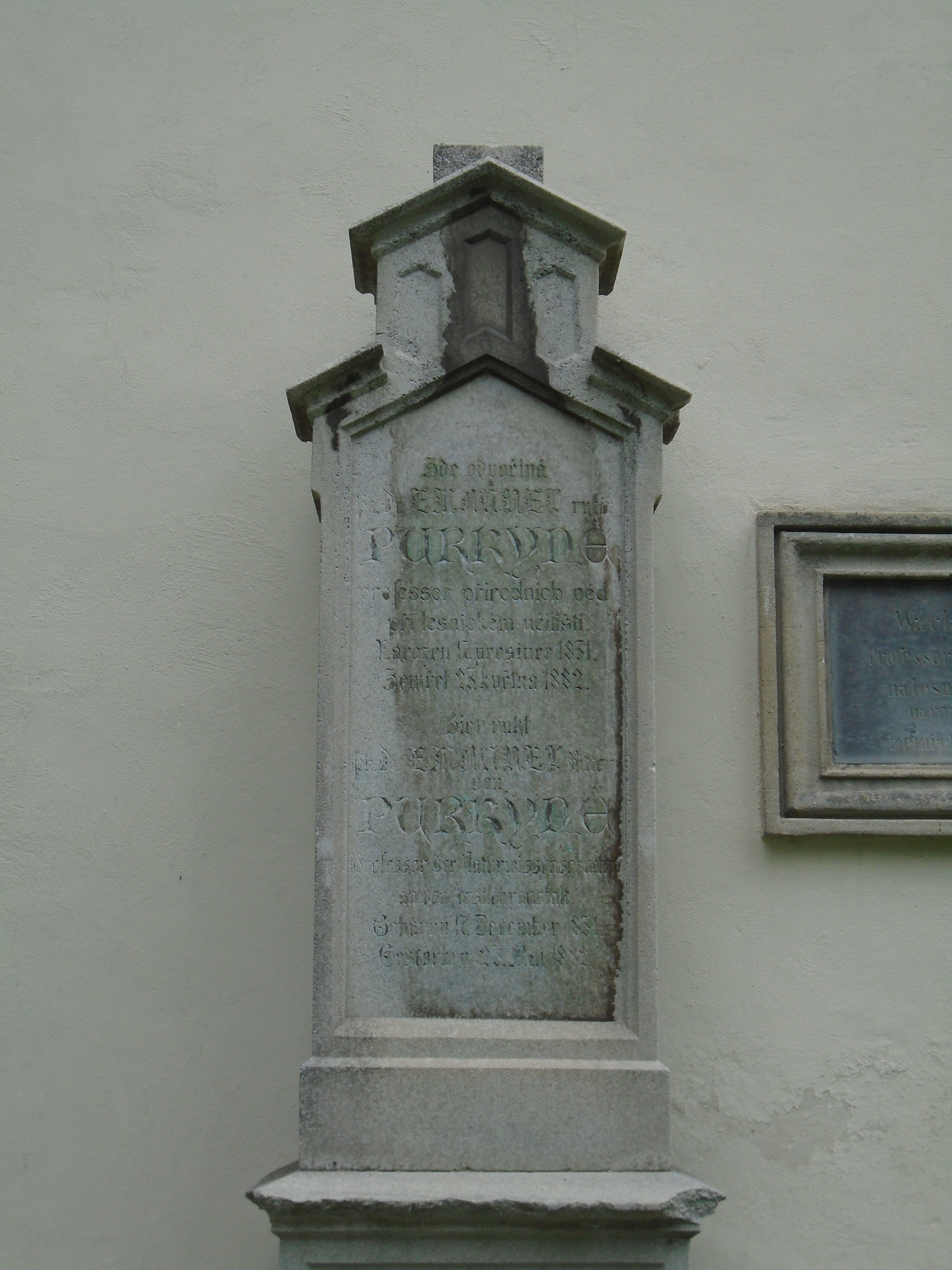
Hrob Emanuela Purkyně, detail
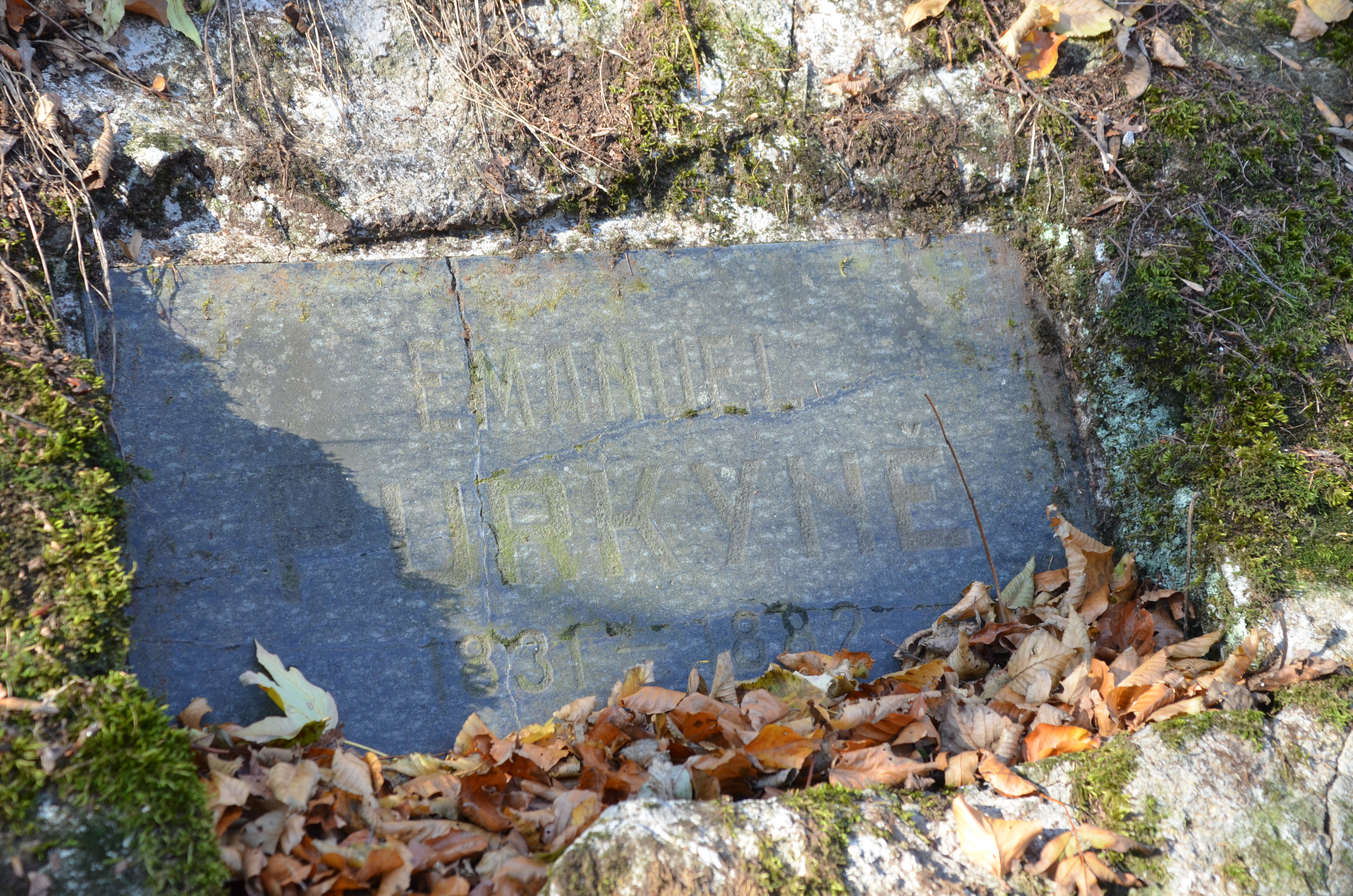
Pamětní deska v Lesnickém Slavíně v katastru obce Olomučany z roku 1929
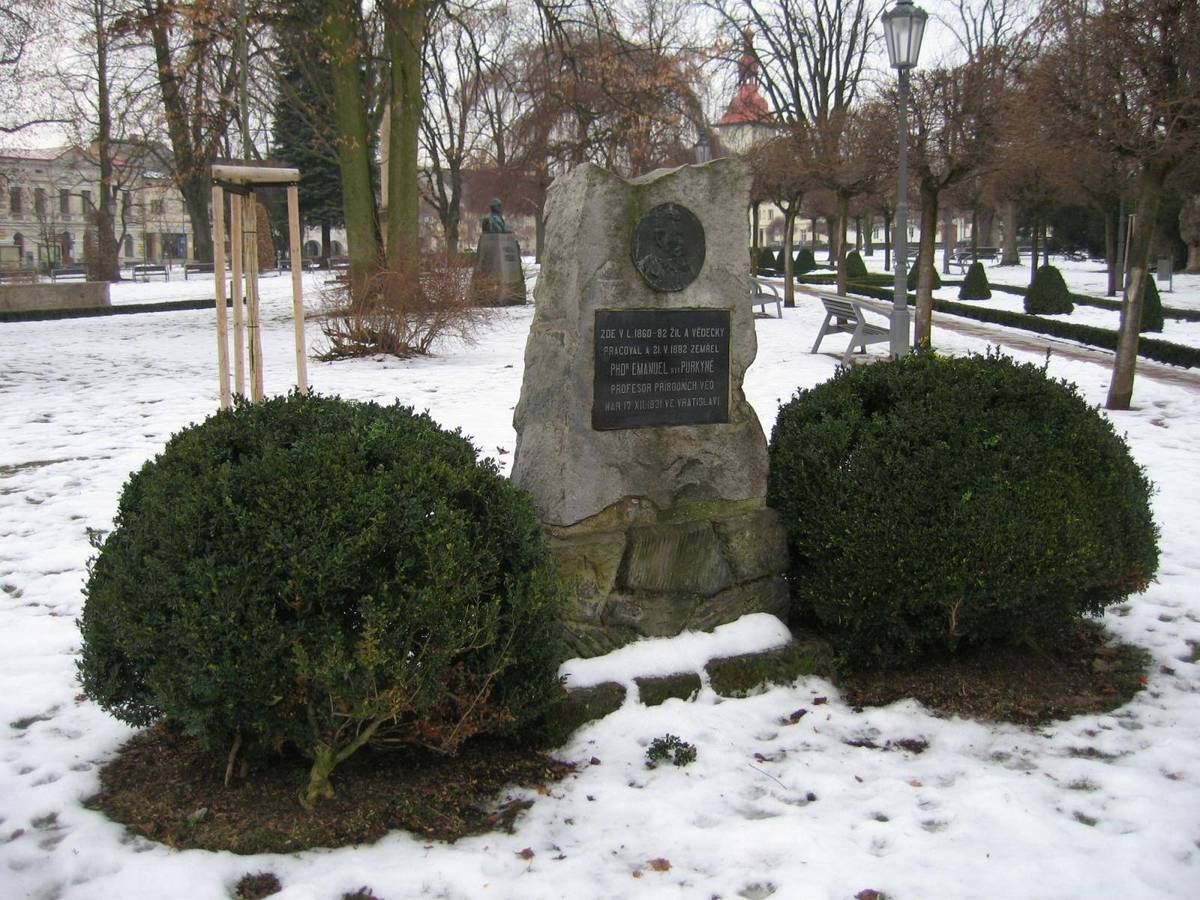
Pomník v parku na Masarykově náměstí v Bělé pod Bezdězem odhalený v roce 1950